# Åmliden
Åmliden är en bebyggelse i Norsjö kommun. Mellan 1990 och 2020 avgränsade SCB här en småort.
Tre kilometer nordväst om byn finns berget Åmliden som har landskapet Västerbottens högsta punkt med 551 meter över havet. Det finns ett utsiktstorn på toppen av berget, som ligger nära gränsen till Lappland.

## Sport
Åmlidens IF bildades 1949. Bästa säsong i fotboll var 1977, då laget vann i division 4. Det blev bara en säsong i division 3. 2010 var senaste säsong som Åmlidens IF hade lag, sedan dess står föreningen som vilande. På idrottsplatsen Åmlia finns en takläktare i trä. Publikrekordet är 450 i en match mot Norsjö 1977.